# 165-й учебный центр по подготовке иностранных военнослужащих
165-й учебный центр по подготовке иностранных военнослужащих, с 1980 года Симферопольское военное объединённое училище — учебный центр Министерства обороны СССР в посёлке Перевальное вблизи Симферополя для обучения военному делу иностранных граждан — участников различных национально-освободительных движений.

## История
В центре в 1965-1980 годах обучали военному делу участников различных национально-освободительных движений. Центр подчинялся 10-му Главному управлению ГШ ВС СССР, отвечавшему за международное военное сотрудничество. В центре проходили обучение 300-400 человек одновременно, курс обучения занимал от 4 месяцев до года.
В программе обучения была тактика, минно-подрывное дело, разведывательно-диверсионные операции, полевая медицина, оружейное дело, связь. Одновременно с обучением иностранных курсантов центр являлся базой стажировки советских военных переводчиков, в том числе подготовленных на военных кафедрах гражданских ВУЗов. В центре обучались курсанты обоих полов.
В центре проходили обучение бойцы и иностранные военнослужащие следующих организаций:
- Африканская партия независимости Гвинеи и Кабо-Верде (Португальская Гвинея, Кабо-Верде)
- Организация народов Юго-Западной Африки (Намибия)
- Союз африканского народа Зимбабве (Южная Родезия / Зимбабве)
- Народное движение за освобождение Анголы — Партия труда (Ангола)
- ФРЕЛИМО (Мозамбик)
- Африканский национальный конгресс (ЮАР)
- Фронт освобождения Дофара (Оман)
- ФАТХ (Палестина)

Существование этого центра и направления боевой и специальной подготовки не были секретом для западных военных аналитиков.
В декабре 1972 года вместе с секретарём Президиума Верховного Совета Михаилом Георгадзе  в Крым на празднование 50-й годовщины создания СССР прилетел Амилкар Кабрал, руководитель ПАИГК. В ходе визита он посетил 165-й учебный центр по подготовке иностранных военнослужащих в Перевальном, где обучались бойцы ПАИГК. 
В 1980 году учебный центр был преобразован в Симферопольское военное объединённое училище, в котором двухлетний курс обучения проходили курсанты из различных государств, дружественных СССР. По окончании учёбы они становились офицерами своих национальных армий.
В 1982 году начата подготовка ливанцев, с 1983 года — ливийцев. Ливия, Эфиопия и Лаос оплачивали обучение своих военнослужащих, а большинство военнослужащих других государств обучалось в кредит.
В середине 1980-х годов в СВОУ учились военнослужащие вооружённых сил Демократической Республики Афганистан (ДРА). Посещал Перевальное и тогдашний министр обороны ДРА генерал армии Назар Мухаммед.
В 1992 году училище было закрыто и до весны 2014 года на его бывшей территории базировалась отдельная 84-я механизированная бригада 32-го армейского корпуса вооружённых сил Украины
Всего за годы существования центра и училища подготовку в нём прошло около 18 000 человек.